# Carex decolorans
Carex decolorans là một loài thực vật có hoa trong họ Cói. Loài này được Wimm. mô tả khoa học đầu tiên năm 1850.